# Luciano Martins (sociólogo)
Luciano Martins de Almeida (Rio de Janeiro, 1934 - Rio de Janeiro, 21 de outubro de 2014) foi um sociólogo, cientista político, professor e diplomata brasileiro.
Graduou-se em Ciências Sociais pela Faculdade Nacional de Filosofia da Universidade do Brasil em 1966 e obteve seu doutorado (doctorat d'Etat) em Ciências Humanas pela Universidade Paris V, em 1973, com a tese  Politique et développement économique: structure de pouvoir et système de décision au Brésil, 1930-1964). Foi professor titular da UERJ e da Unicamp, ensinando, também, nas universidades de Paris (Nanterre), Brasília e Columbia. Foi pesquisador da École des Hautes Études en Sciences Sociales  de Paris.
No governo de Fernando Henrique Cardoso, foi assessor especial do presidente da República e coordenador do Grupo de Análise e Pesquisa (GAP), além de embaixador do Brasil em Cuba (1999-2003).
Foi agraciado com a Grã-Cruz da Ordem Nacional do Mérito Científico e foi membro do Conselho Consultivo do Instituto de Estudos Econômicos Internacionais (IEEI-UNESP).

## Trabalhos publicados
É autor de inúmeros artigos, além de ensaios e livros, dentre os quais se destacam:
- mercado, burguesia nacional e desenvolvimento. Rio de Janeiro: Saga, 1968.
- Pouvou et développement économique: formation et évolution des structures politiques au Brésil. Paris: Anthropos, 1976.
- Nação e Corporação Multinacional. Paz e Terra, 1975.
- Estado Capitalista e Burocracia no Brasil Pós 64. Paz e Terra, 1985.
- A Geração AI-5 e Maio de 68. Nacional, 2004.
- A Nova Ordem Mundial em Questão (com Fernando de Castro Velloso) Nacional, 1999.